# Церковь Вознесения Господня (Раменье)
Церковь Вознесения Господня (Вознесенская церковь) — православный храм в деревне Раменье в Дмитровском городском округе Московской области. Относится к Рогачёвскому благочинию Сергиево-Посадской епархии Русской православной церкви.

## История
До XVIII века село Раменье являлось вотчиной небольшого монастыря — Медведевой пустыни, в котором уже была церковь Рождества Богородицы, сохранившаяся до наших дней. Во времена принадлежности к Медведевой пустыни в селе находился деревянный храм Вознесения Господня, который также упоминается в писцовых книгах. Новый каменный храм, сохранившийся до наших дней, начали строить в 1837 году и окончили в 1842 году — к тридцатилетию окончания Отечественной войны 1812 года.
Архитектурный стиль храма — ампир, с портиками на фасадах и световой ротондой на четверике. Четыре маленьких глухих барабана с главками вместе с ротондой образуют каноническое пятиглавие. Трапезная церкви — двустолпная с коробовыми сводами; четырёхъярусная колокольня со шпилем имеет в основании также четверик.
Пережив Октябрьскую революцию, храм был закрыт в 1932 и разграблен; в здании церкви устроили зернохранилище. В 1950-х годах к южной стене было пристроено складское помещение для хранения минеральных удобрений. В 1985 году здание храма переоборудовали под спортивный зал, в здании колокольни разместилась сельская библиотека. После распада СССР, в 1992 году Вознесенский храм в полуразрушенном состоянии был возвращён церкви и начались восстановительные работы.
В настоящее время храм действующий, при нём действует воскресная школа и работает православная библиотека. Настоятелем Вознесенской церкви до июня 2020 года являлся священник Сергей Анатольевич Харитонов, назначенный 16 июня клириком Никольского храма села Рогачево Дмитровского района Московской области.